# Egling an der Paar
Egling an der Paar település Németországban, azon belül Bajorországban. Lakosainak száma 2451 fő (2023. december 31.).

## Népesség
A település népessége az elmúlt években az alábbi módon változott:
| Lakosok száma | 665  | 1206 | 1468 | 1543 | 2213 | 2244 | 2284 | 2308 | 2408 | 2451 |
|               | 1875 | 1950 | 1975 | 1987 | 2012 | 2014 | 2016 | 2017 | 2021 | 2023 |